# Stanisław Scheuring
Stanisław Scheuring (ur. 30 września 1894 w Wieliczce, zm. 8 lipca 1953 w Nowym Jorku) – major piechoty Wojska Polskiego, działacz niepodległościowy, kawaler Orderu Virtuti Militari, doktor praw, prezes sądów okręgowych w Krakowie i Stanisławowie.

## Życiorys
Urodził się 30 września 1894 w Wieliczce, ówczesnym mieście powiatowym Królestwa Galicji i Lodomerii, w rodzinie Adolfa i Elżbiety z domu Beuda. W 1904 ukończył szkołę powszechną w rodzinnej miejscowości, a 29 czerwca 1912 zakończył naukę w c.k. Gimnazjum Realnym (IV) w Krakowie, złożonym egzaminem dojrzałości. Następnie rozpoczął studia na Wydziale Filozoficznym i Wydziale Prawa Uniwersytetu Jagiellońskiego.
25 sierpnia 1914 jako student II roku wstąpił do Legionów Polskich i został przydzielony do 2. kompanii I batalionu 2 pułku piechoty. 29 października 1914 został ranny w nogę w bitwie pod Mołotkowem. W maju 1915 został przeniesiony do 4 pułku piechoty i przydzielony do 10. kompanii III batalionu. 2 grudnia 1915 jako chory przebywał w Szpitalu Fortecznym Nr 4 w Krakowie. 1 stycznia 1917 został mianowany chorążym w piechocie. Wiosną tego roku został wymieniony we wniosku do odznaczenia austriackim Krzyżem Wojskowym Karola. 1 września 1917 został dowódcą 10. kompanii 4 pp. 15 września 1917, po kryzysie przysięgowym, jako poddany austriacki został wcielony do cesarskiej i królewskiej Armii. Po ukończeniu szkoły oficerów rezerwy w Radymnie został przydzielony do c. i k. Pułku Piechoty Nr 13, a następnie do c. i k. Pułku Piechoty Nr 113. W szeregach tych oddziałów walczył do 1 listopada 1918 na froncie rumuńskim i włoskim.
Po powrocie do Polski 13 listopada 1918 wstąpił do organizującego się w Krakowie 4 pułku piechoty Legionów. 18 listopada 1918 generał Bolesław Roja mianował go z dniem 1 lipca 1918 podporucznikiem. Od 15 listopada 1918 do 15 czerwca 1919 był dowódcą kompanii podoficerskiej w Baonie Zapasowym 4 pułku piechoty Legionów. Następnie walczył na wojnie z bolszewikami jako dowódca 12. kompanii. Od 1 listopada 1919 do 7 lutego 1920 przebywał na urlopie, w celu kontynuowania studiów. 11 stycznia 1920 uzyskał absolutorium. Następnie wrócił do Baonu Zapasowego 4 pp Leg. na stanowisko oficera wyszkolenia. 14 kwietnia 1919 został przyjęty z dniem 15 listopada 1918 do Wojska Polskiego z byłych Legionów Polskich, z zatwierdzeniem posiadanego stopnia porucznika. Od 11 lipca 1920 na froncie dowodzi 10. kompanią, a następnie III batalionem. Od 2 sierpnia do 13 września 1920 przebywał na leczeniu z powodu czerwonki, a później wrócił do pułku na stanowisko dowódcy 12. kompanii. 19 sierpnia 1920 został zatwierdzony z dniem 1 kwietnia 1920 w stopniu kapitana, w piechocie, w grupie oficerów byłych Legionów Polskich. 13 listopada 1920 został odkomenderowany do Centralnej Szkoły Podoficerskiej Nr 1 w Chełmnie na stanowisko dowódcy batalionu. 29 czerwca 1921 został przeniesiony na stanowisko dowódcy Okręgowej Szkoły Podoficerskiej w Rembertowie, a po likwidacji szkoły do Baonu Zapasowego 4 pp Leg. na stanowisko zastępcy dowódcy i oficera wyszkolenia. 10 lutego 1922 na własną prośbę został przeniesiony do rezerwy. 8 stycznia 1924 został zatwierdzony w stopniu kapitana ze starszeństwem z 1 czerwca 1919 i 578. lokatą w korpusie oficerów rezerwy piechoty. Posiadał wówczas przydział w rezerwie do 73 pułku piechoty w Katowicach. W 1934, jako oficer rezerwy pozostawał w ewidencji Powiatowej Komendy Uzupełnień Kraków Miasto i nadal posiadał przydział do 73 pp. Na stopień majora rezerwy został awansowany ze starszeństwem z 19 marca 1939 i 7. lokatą w korpusie oficerów piechoty.
W czerwcu 1923 ukończył studia prawnicze na macierzystej uczelni i rozpoczął aplikację sądową. 31 października 1925 uzyskał tytuł doktora praw. W październiku 1927 został mianowany sędzią powiatowym w Tyczynie. 5 stycznia 1928 został przeniesiony na stanowisko sędziego powiatowego w Królewskiej Hucie. 31 lipca 1929 został przeniesiony ze stanowiska sędziego grodzkiego w Królewskiej Hucie na stanowisko sędziego grodzkiego w Katowicach. 10 grudnia 1931 został mianowany sędzią okręgowym w Katowicach, a później sędzią okręgowym w Wydziale Zamiejscowym Katowickiego Sądu Okręgowego w Chorzowie. Następnie był wiceprezesem i prezesem Sądu Okręgowego w Krakowie. Obowiązki zawodowe łączył z działalnością społeczną w Lidze Obrony Powietrznej i Przeciwgazowej. 3 grudnia 1937 został przeniesiony na stanowisko prezesa Sądu Okręgowego w Stanisławowie.
Do 8 lutego 1941 był dowódcą 1. kompanii 19 Batalionu Kadrowego Strzelców, po czym został przeniesiony do Obozu Pociągów Pancernych na stanowisko zastępcy dowódcy pociągu.
Po 1945 pozostał na emigracji. W kwietniu 1952 został zastępcą prezesa Stowarzyszenia Prawników Polskich w Stanach Zjednoczonych. Zmarł 8 lipca 1953 w Nowym Jorku.

## Ordery i odznaczenia
- Krzyż Srebrny Orderu Wojskowego Virtuti Militari nr 6215 – 17 maja 1922[44][1][45][46]
- Krzyż Niepodległości – 2 sierpnia 1931 „za pracę w dziele odzyskania niepodległości”[47][2][48]
- Krzyż Walecznych czterokrotnie[39][49] (po raz trzeci „za udział w b. Legionach Polskich”)[50]
- Medal Pamiątkowy za Wojnę 1918–1921[39]
- Medal Dziesięciolecia Odzyskanej Niepodległości[39]